# Аргалей (Забайкальский край)
Аргале́й (бур. Аргали) — село в муниципальном районе «Агинский район» Агинского Бурятского округа в Забайкальском крае России.
Входит в состав сельского поселения «Южный Аргалей».

## География
Находится на правом берегу реки Барун-Аргалей (левобережный бассейн Аги), к северу от села Южный Аргалей, в 20 км к северо-западу от окружного и районного центра — пгт Агинское.
Климат
Климат характеризуется как резко континентальный засушливый. Абсолютный минимум температуры воздуха самого холодного месяца (января) составляет −56 °C; абсолютный максимум самого тёплого месяца (июля) — 38 °C. Среднегодовое количество атмосферных осадков составляет 250—380 мм.

## История
Образовано в 2013 году путём выделения из территории села Южный Аргалей.
Образование и именование населённого пункта проходило согласно следующим законодательным актам: Закон Забайкальского края от 25.12.2013 г. № 922-ЗЗК; Постановление Законодательного Собрания Забайкальского края от 18.12.2013 № 254; Распоряжение Правительства РФ от 01.03.2016 № 350-р.

## Население
| 2021 |
| ---- |
| 0    |

## Инфраструктура
Инфраструктура села тесно связано с соседним селом Южный Аргалей. В нём находятся:
Племенной колхоз им. М. И. Калинина, средняя школа, детский сад, фельдшерско-акушерский пункт.

## Транспорт
Федеральная автомагистраль А350 Чита — Забайкальск